# Vlad Munteanu
Vlad Munteanu est un footballeur roumain né le 16 janvier 1981 à Bacău en Roumanie.

## Biographie
Munteanu est originaire de la ville de Bacău. Dans sa jeunesse il a joué dans le FCM Bacău. À 19 ans, il rejoint le club du Dinamo Bucarest avec lequel, en 2001, il a remporté son premier titre en Coupe de Roumanie. 
En 2006, le roumain rejoint la Bundesliga en Allemagne. Il commence par jouer au FC Energie Cottbus puis il s'engage en 2007 avec le VfL Wolfsburg.
En janvier 2008, le joueur s'engage avec l'AJ Auxerre pendant le mercato d'hiver pour un prêt de 6 mois avec une option d'achat d'environ 1,3 million d'euros qui ne sera finalement pas levée.
De retour à Wolfsburg, il est de nouveau en manque de temps de jeu et est prêté en décembre 2008 à l'Arminia Bielefeld.

## Carrière

### En club
- juillet 1998 - juin 2000 :  FCM Bacău
- juillet 2000 - décembre 2006 :  Dinamo Bucarest
  - janvier 2002 - juin 2002 :  FCM Câmpina (prêt)
  - janvier 2005 - juin 2005 :  FC Progresul Bucarest (prêt)
- juillet 2006 - juin 2007 :  Energie Cottbus
- juillet 2007 - janvier 2011  :  VfL Wolfsburg
  - janvier 2008 - juin 2008 :  AJ Auxerre (prêt)
  - janvier 2009 - juin 2009  :   Arminia Bielefeld (prêt)
  - janvier 2010 - juin 2010  :   FSV Francfort (prêt)
- janvier 2011 - juin 2011 :  Dinamo Bucarest
- juillet 2011 - juin 2012  :  CS Concordia Chiajna
- juillet 2012 - juin 2013 :  FC Erzgebirge Aue

### En équipe nationale
Vlad Munteanu compte une sélection en équipe de Roumanie, lors du match Roumanie - Grèce, le 21 août 2002 (0-1).

## Palmarès
- Championnat de Roumanie de football 2002-2004
- Coupe de Roumanie de football 2001-2003-2004